# 中國香港單車總會
中國香港單車總會（The Cycling Association of Hong Kong, China），前身是成立於1960年的香港單車聯會，是代表香港單車運動的體育組織，可以選派代表隊代表香港參加國際運動會的單車比賽項目。香港單車聯會於成立初期主要負責發展及推廣公路單車運動，後期陸續地加入場地單車、小輪車、花式單車、單車球及山地車等項目。「香港單車聯會有限公司」於2014年4月成立，並於同年7月1日正式運作，取代「香港單車聯會」。在2017年6月，中文名稱進一步改為「中國香港單車總會有限公司」。

## 組織結構
| - 永遠榮譽會長： 胡法光太平紳士 梁適華太平紳士 - 名譽會長： 霍震霆太平紳士 胡曉明太平紳士 - 會長： 梁昌明博士 - 副會長： 葉恭正博士 吳守基太平紳士 貝鈞奇先生 李聖根先生 | 執行委員會 - 主席： 梁鴻德先生 - 副主席： 陳國基博士 李植源先生 - 義務秘書長： 梁志華先生 - 義務司庫： 梁家昌先生 |

## 工作範疇
- 推廣各項單車活動
- 籌組本地、國際的單車賽事
- 為公眾開設單車訓練班
- 開辦各級本地裁判及教練培訓班
- 訓練香港單車代表隊

## 註冊屬會
- 縱橫單車會
- 比安奇單車會
- Devil
- New Power
- 南華體育會單車隊
- 沙田體育會單車隊
- Smart Cycling Club
- 東涌單車會
- 東涌三項鐵人會
- 展騰單車會
- 捷迅體育會

Affiliated Clubs 屬會介紹（页面存档备份，存于）

## 外部連結
- 官方网站 （页面存档备份，存于）
- 中國香港體育協會暨奧林匹克委員會 網站 - 中國香港單車總會有限公司簡介